# آنچه مردان درباره زنان نمی‌دانند
آنچه مردان دربارهٔ زنان نمی‌دانند فیلمی اجتماعی، ساخت ایران به کارگردانی و نویسندگی قربان محمدپور محصول سال ۱۳۹۲ است.

## خلاصه داستان
دکتری است که با وجود داشتن همسر، دو فرزند و یک زندگی آرام، عاشق زنی ۳۰ سال کوچکتر از خودش می‌شود که این کار اتفاقاتی را در فیلم رقم می‌زند و تا اینکه یک روز...

## بازیگران
- محمدرضا شریفی‌نیا
- فاطمه گودرزی
- سحر قریشی
- فرزاد حسنی
- ارسلان قاسمی
- نازنین فلاحی
- علی کاظمی
- رضا توکلی

## عوامل
- مدیرفیلمبرداری: حسن پویا
- مدیرتولید: محسن صرافی
- دستیار اول کارگردان و برنامه‌ریز: محسن اورنگ
- تدوین: مجید شتی
- طراح صحنه و لباس: مهدی دیلمی
- طراح چهره پردازی: هادی قالی‌خانی و فرناز انصار
- مدیر تدارکات: عباس خدادادی